# 720°
720° è un videogioco arcade di skateboard del 1986 sviluppato e pubblicato dalla Atari Games. Nel corso degli anni, il gioco è stato convertito per gli home computer Amstrad CPC, Commodore 64 e ZX Spectrum (1987-1988) e per le console NES (1989) e Game Boy Color (1999). Nel caso del Commodore 64 uscirono due conversioni distinte, della U.S. Gold in Europa e della Mindscape in America.
È il primo videogioco di skateboard come sport estremo. Il nome del gioco deriva dal trick di compiere due giri a 360° (due rotazioni complete) mentre si è in volo partendo da una rampa, il più ambito all'epoca.
Nel 1991 era prevista una versione di 720° per Atari Lynx che non venne mai pubblicata.
Versioni emulate di 720° sono presenti nelle raccolte Midway Arcade Treasures e Midway Arcade Origins.

## Modalità di gioco
Il giocatore controlla un ragazzo sullo skateboard in uno scenario cittadino isometrico a scorrimento multidirezionale. L'ambientazione, detta Skate City, è costituita da strade, marciapiedi, e spazi aperti con rampe pattinabili. Ci sono vari ostacoli come automobili, altre persone e vasche d'acqua, e in alcuni punti delle pedane che permettono di vedere temporaneamente la mappa dell'intera area. Facendo salti acrobatici con lo skateboard si guadagnano punti, in particolare se si fanno rotazioni in volo o se si passa al di sopra di ostacoli. Ai margini della città ci sono gli ingressi a quattro parchi, ai quali si può accedere consumando un biglietto (ogni biglietto è valido per qualunque parco). Si dispone inizialmente di tre biglietti e se ne possono ottenere altri accumulando un certo punteggio. Se non si entra in un parco entro un tempo limite, appare uno sciame di api che insegue il protagonista e se lo raggiunge è game over. Gli altri ostacoli non sono letali, ma le cadute fanno perdere tempo.
I quattro parchi contengono quattro diverse piste da skateboard:
- Downhill: discesa libera su una pista sopraelevata e inclinata, con il rischio di cadere dai bordi.
- Rampa: una halfpipe dove si accumula punteggio con le evoluzioni. Nelle versioni C64 e NES è l'unica prova che non ha visuale isometrica, ma in prospettiva frontale.
- Salto: una pista simile a quella da downhill, ma con diversi grandi trampolini per saltare e vasche d'acqua da evitare all'atterraggio.
- Slalom: una pista con coppie di bandierine che devono essere attraversate in mezzo.

Se si completa il parco nel tempo limite si ottiene una medaglia d'oro, argento o bronzo in quella disciplina, in base al tempo totalizzato. Si ritorna quindi allo scenario della città.
Si parte anche con una quantità di denaro e se ne può guadagnare altro completando con successo i parchi, o raccogliendo bonus in giro. Il denaro si può spendere nelle bancarelle della città per potenziare a più livelli quattro attrezzature: tavole, caschi, protezioni e scarpe, ciascuna con l'effetto di migliorare una certa prestazione.
Il controllo dello skater, nel cabinato originale, avviene con un particolare joystick-manovella orientabile a 360° ruotando in modo continuo, per determinare la direzione, e con due pulsanti, per darsi la spinta in avanti con il piede e per saltare. Nelle conversioni domestiche si passa a controlli direzionali più ordinari: di solito (almeno in versione C64 europea, Amstrad e NES) lo skater si orienta e si spinge direttamente nella direzione puntata dal joystick, mentre su ZX Spectrum si usa destra/sinistra per farlo ruotare su sé stesso.
Le edizioni per computer della U.S. Gold hanno allegata la colonna sonora originale completa del gioco arcade registrata come musica analogica su musicassetta.

## Sviluppo
L'arcade fu sviluppato internamente dalla californiana Atari Games. Secondo il principale programmatore Paul Kwinn, con 720° si cercò di sfruttare la moda dello skateboard che era molto popolare all'epoca; aveva un legame con la cultura di massa che molti giochi dell'epoca non avevano.
Rispetto a gran parte degli altri giochi, si diede molta importanza allo stile di presentazione, specialmente la colonna sonora (alla quale lavorarono tutti i tre membri della squadra audio di Atari Games), per far sì che il gioco desse l'impressione di far parte della sottocultura skater.
Nel magazzino sul retro della sede Atari fu costruito un vero halfpipe e furono fatti esibire degli skater esperti per osservare cosa potevano fare. In seguito anche alla fiera della Amusement & Music Operators Association (AMOA) di Chicago fu allestito un halfpipe più piccolo nello stand Atari, a scopo pubblicitario.
Per Paul Kwinn 720° era il primo videogioco sviluppato; il software venne realizzato in linguaggio BLISS, per il microprocessore DEC T-11, lavorando su computer DEC VAX.
Lo sciame di api come avversario venne ripreso da Paperboy, altro arcade Atari a cui il grosso della stessa squadra di sviluppo aveva lavorato in precedenza.
Le conversioni per piattaforme domestiche furono relativamente poche per un gioco di successo, dato che mancarono quelle per i nuovi sistemi a 16 bit, d'altra parte era difficile simulare il particolare controller girevole dell'arcade.
La conversione per Atari Lynx, abbondantemente annunciata, ma per motivi sconosciuti mai pubblicata, secondo testimonianze interne fu effettivamente avviata, ma ne è stato recuperato solo un demo della rotazione del personaggio.

## Accoglienza
Il videogioco arcade ricevette ampia approvazione dalla critica e divenne rapidamente uno dei più redditizi per l'Atari. Colpì il pubblico e appariva molto alla moda, grazie al suo personaggio skater e alla forte musica surf punk.
Anche il cabinato si fece notare nelle sale giochi dell'epoca, grazie alle vistose casse (poste sopra lo schermo) fatte a forma di stereo portatile, alle decorazioni e all'originale controller.
I giudizi della critica sulle conversioni domestiche furono molto più variabili, e mediamente più favorevoli per le versioni per computer della U.S. Gold che per le versioni per console o per C64 americana. Tra i giudizi più entusiasti ci furono quelli sulla versione ZX Spectrum, in particolare 720° ricevette sulla stampa britannica i titoli di Sinclair User Classic e Your Sinclair Megagame.